# Oltme
Die Landschaft Oltme ist ein Naturraum im Juragebirge mit Bergweiden und Wald in der Gemeinde Liesberg im Schweizer Kanton Basel-Landschaft. Mehrere Teilbereiche davon sind als Naturschutzgebiete ausgewiesen.

## Geografie

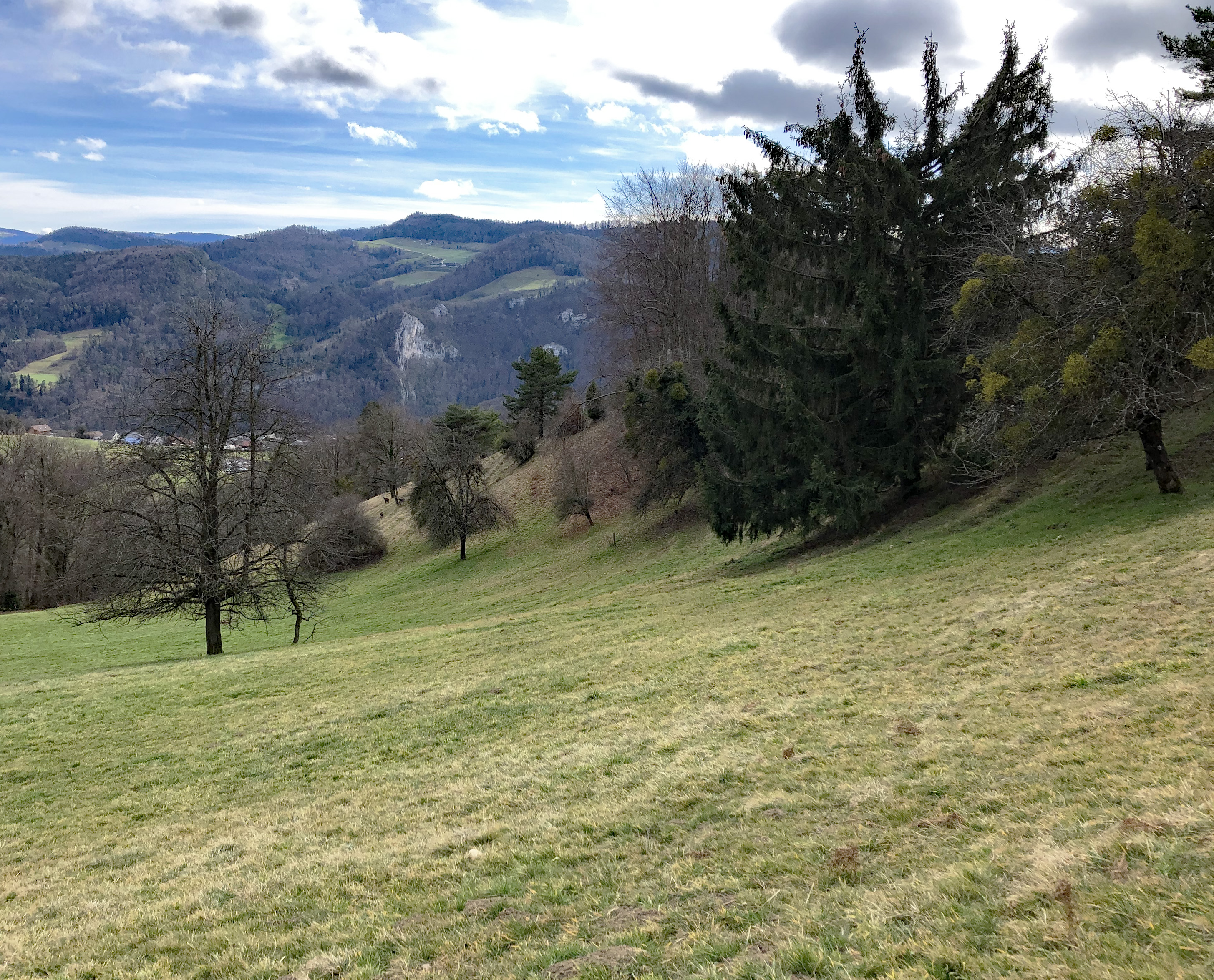
Wiese und Waldstück

Die Weideflächen mit dem Flurnamen «Oltme» befinden sich an steilen, nach Süden ausgerichteten Berghängen nordwestlich des Dorfes Liesberg, das ganz im Westen des Kantons Basel-Landschaft hoch über dem Birstal auf einer Landschaftsterrasse liegt. In der Umgebung des Dorfes wurde der Bergwald bis fast auf die Kreten der Juraberge hinauf gerodet, um Weidegebiete zu gewinnen. Die Flur «Oltme» liegt am Südhang des Räschbergs. Der Untergrund des Berggebiets, das zum Faltenjura gehört, besteht aus Kalkschichten des Oberjura (Oxfordium). Die durch einen Waldstreifen getrennten Wiesen erstrecken sich zwischen dem Weidhofweg, der gegen Norden über eine Passhöhe in die solothurnische Ortschaft Huggerwald führt, und dem Räschberg über die Höhenstufe von 560 m ü. M. bis 730 m ü. M. Auf dem Bergkamm des Räschbergs liegt eine grössere, wegen des steilen Geländes kaum erschlossene Waldfläche. Die geschützten, artenreichen Magerwiesen beschränken sich auf weniger leicht zugängliche, flachgründige Randgebiete des Grünlandes, während dessen landwirtschaftlich ertragreichere Böden (ausserhalb der Schutzzonen) als Fettwiesen intensiv bewirtschaftet werden.
Die mundartliche Bezeichnung «Oltme» ist eine Variante zum Flurnamen «Altmann», der in historischen Dokumenten seit dem 16. Jahrhundert bezeugt ist und dessen Herkunft und ursprüngliche Bedeutung ungeklärt sind.
Auf unbefestigten Wirtschaftswegen führt die überregionale Wanderroute Nr. 80 «Juraweg» zwischen Laufen und Delsberg durch die Bergwiesen von Oltme.

## Naturschutzgebiet

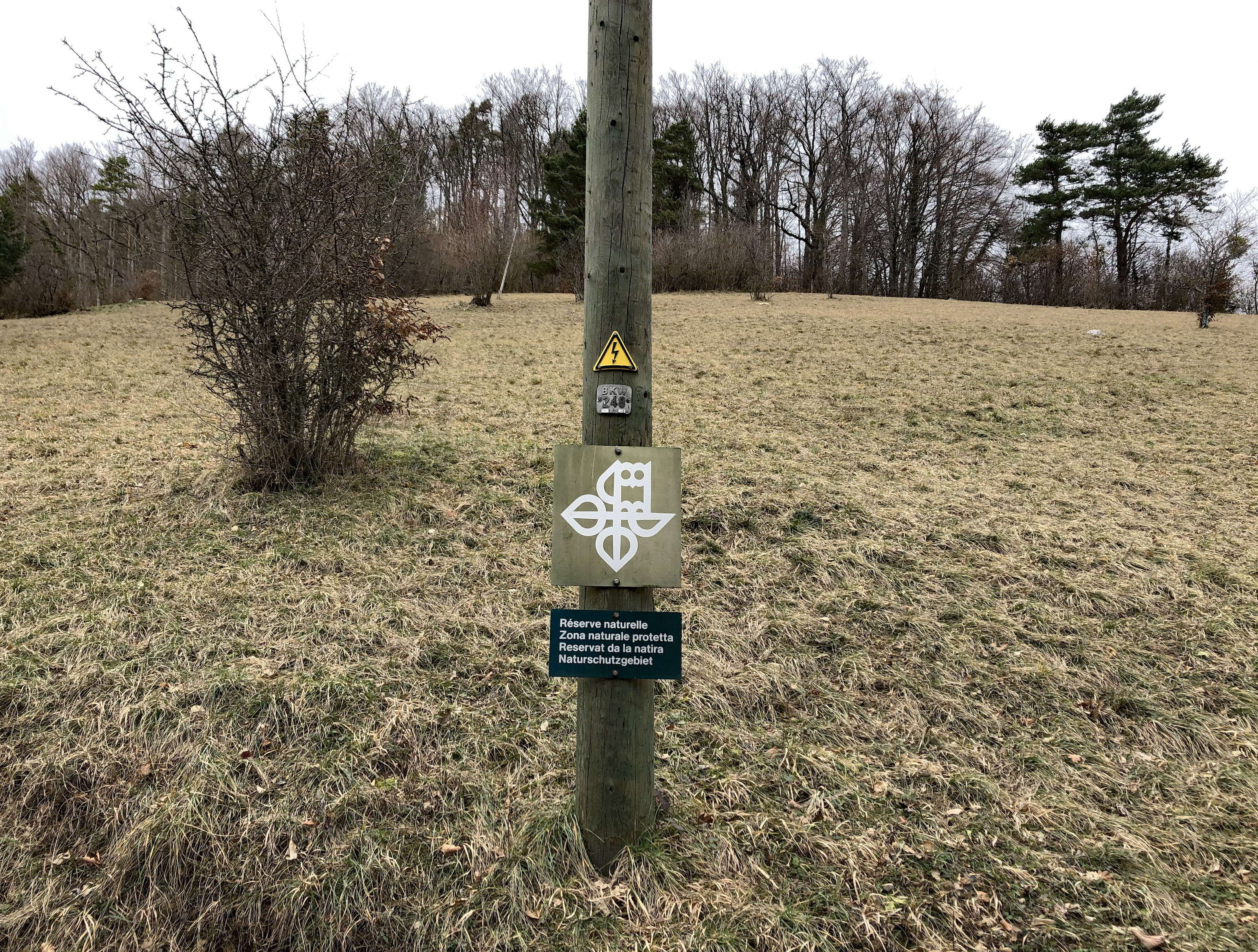
Schutzgebiettafel an Strommast

Mehrere dezentrale Abschnitte des Weide- und Waldgebiets «Oltme» sind als Naturreservate ausgewiesen und in der Weltdatenbank der Schutzgebiete (WDPA) verzeichnet. Ein Areal in der Grösse von sechs Hektaren ist im 2010 vom Bundesrat in Kraft gesetzten Bundesinventar der Trockenwiesen und -weiden von nationaler Bedeutung beschrieben und unter der WDPA-Nummer 398769 als Trockenwiese von nationaler Bedeutung registriert. Einen grösseren Raum definierte der Regierungsrat des Kantons Basel-Landschaft 2021 als gleichnamiges kantonales Schutzgebiet. Diese Zone mit einer Fläche von 21,91 Hektaren umfasst neben den geschützten Wiesen ein ebenfalls in mehrere voneinander getrennte Areale unterteiltes Naturwaldreservat, das unter der WDPA-Nummer 555768501 verzeichnet ist. Im kantonalen Naturreservat sind 13,86 Hektaren bewaldet.
Die Bergzone der Laufentaler Gemeinden von Roggenburg westlich von Liesberg bis Nenzlingen im Osten wird als Landschaftstyp «Faltenjura West» bezeichnet und weist die «ökologisch bedeutsamsten Weiden des Kantons» auf. Im weiten Berggebiet von Liesberg befinden sich ausser dem Berghang «Oltme» noch andere grossflächige Magerwiesen, die im Bundesinventar der Trockenwiesen und -weiden von nationaler Bedeutung verzeichnet sind: «Liesbergweid», «Erhollen», «Albach» und «Hell».
Von den seltenen Pflanzen, die in den extensiv genutzten Magerrasen im Gebiet «Oltme» gedeihen, sind zum Beispiel das Echte Labkraut (Galium verum), das Helm-Knabenkraut (Orchis militaris) und das Brand-Knabenkraut (Orchis ustulata) zu erwähnen. Auf den Liesberger Magerrasen kommen zahlreiche seltene Tagfalterarten vor, denen im Projekt «Tagfalterschutz Nordwestschweiz» das besondere Vorranggebiet «Oltme-Liesbergweid» gewidmet ist. In den Wiesen am Räschberg sind die sehr seltenen Arten Schlehenzipfelfalter (Satyrium spini), Nördliches Flockenblumen-Grünwidderchen (Jordanita globulariae), Wachtelweizenscheckenfalter (Mellicta athalia) und Rostbraunes Wiesenvögelchen (Coenonympha glycerion) nachgewiesen.

## Schutzziele
Die kantonale Verordnung von 2021 definierte als Schutzziele für das Gebiet «Oltme» die Erhaltung und Förderung der Magerwiesen und -weiden von nationaler Bedeutung, des lichten Waldbestandes (besonders als unerschlossenes Rückzugsgebiet für störungsempfindliche Arten), der Alt- und Totholz bewohnenden Arten, der Hecken, Dornengebüsche, Einzelbäume und Kleinstrukturen, der seltenen und der geschützten Tier- und Pflanzenarten, insbesondere der Orchideen, Schmetterlinge und Reptilien.